# アメリカ国家安全保障局

CSSの紋章。右上から時計回りに陸軍情報保全コマンド、合衆国海兵隊、海軍保安部、合衆国沿岸警備隊、空軍情報・監視・偵察局のそれぞれの紋章が並び、中央にNSAの紋章がある

アメリカ国家安全保障局（アメリカこっかあんぜんほしょうきょく、英語: National Security Agency：NSA）は、アメリカ国防総省の情報機関である。

## 概要
1949年5月20日に「軍保安局」（Armed Forces Security Agency、AFSA）として設立された。
1952年11月4日に結成されたインテリジェンス・コミュニティーの中核組織の一つであり（この時に現在の名称に改称）、公式では海外情報通信の収集と分析が主任務だとしているが、組織の存在自体が長年秘匿された経緯などから、その実像には不明の部分も多い上、治外法権的な立場にある組織として運営されてきた状況さえ窺えるものの、情報の確実性を期す意味でも本項の記載は公表された任務（海外情報通信の収集と分析）を中心に記述する。
合衆国政府が自国民をスパイするのは違法行為だが、他国へ諜報活動するのは違法ではない。海外信号諜報情報の収集活動に関して、計画し指示し自ら活動を行い、膨大な量の暗号解読を行なっている。また、合衆国政府の情報通信システムを他国の情報機関の手から守ることも重要な任務であり、ここでも暗号解読技術が鍵となる。
中央情報局（CIA）がおもにヒューミント（HUMINT; human intelligence）と呼ばれるスパイなどの人間を使った諜報活動を担当するのに対し、NSAはシギント（SIGINT; signal intelligence）と呼ばれる電子機器を使った情報収集活動とその分析、集積、報告を担当する。シギント活動を中心に中央保安部（Central Security Service, CSS）の協力により、合衆国の各情報部と連携して活動を行っている。NSAのトップである長官については、規則によって「NSAは中将によって指揮される。」と規定されており、実際前身であるAFSA時代を除けば、初代長官であったラルフ・キャナイン将軍（陸軍少将）を除き、歴代のNSA長官には全て現役の中将が充てられている。ただし、2005年8月1日に長官に就任したキース・ブレイン・アレクサンダー陸軍大将については、就任時には陸軍中将であったものの、その後2010年5月21日に、NSA長官との兼任という形でサイバー軍 （USCYBERCOM）司令官に任命された際に大将に昇任しており、例外的とも言える状況になっているが、それらは全て他のポストへの異動にあわせて昇任したケースであり、NSA長官在職のまま大将へと昇任したケースは、アレクサンダー将軍が初めてである。
なお、CSSは、1972年の大統領令によって設立された、NSAと共にアメリカ国防総省のもとで国家情報活動の統合を行なう国家機関である。アメリカ陸軍情報保全コマンド、海軍保安部、空軍情報・監視・偵察局、アメリカ海兵隊、アメリカ沿岸警備隊とNSAが一体となって共同作戦を展開し、その長はNSA長官が兼務している。また、NSAは陸軍情報保全コマンド、海軍保安部、空軍情報部に対して監督権を持っており、事実上、アメリカの諜報活動組織の頂点に位置する。
イギリスの政府通信本部（GCHQ）、カナダの通信安全保障局（CSEC）、オーストラリアの参謀本部国防信号局（DSD）、ニュージーランドの政府通信保安局 （GCSB）と共にエシュロン（Echelon）を運用していると考えられている。NSAは占有する通信基地や航空機、艦艇、人工衛星は保有しないが、それらの情報収集現場に出向いてNSAの情報ネットワークに吸い上げてゆく活動を世界中で行なっている。
内部の「国立コンピューター保安センター」では、コンピュータセキュリティ問題に関する調査と研究や、1983年、1985年の過去2回発行されたオレンジブックと呼ばれる Trusted Computer System Evaluation Criteria というレポートの発行も行っていた。
その性質上諸外国に関する非常に高度な機密（一説では、大統領権限ですらアクセスできないレベルの情報も扱うと言われる）を扱うため、組織や活動内容、予算については明らかにされていない部分も多い。以前は組織の存在そのものすら国民に対しても公然ではなく「Never Say Anything（何も喋るな）」「No Such Agency（そんな部署はない）」の略だ、などというお決まりのジョークがあった。
NSAウェブサイトによると、予算、床面積、人員などを考慮すると、フォーチュン500の上位10%内にランクされる企業（すなわち全米50位にランクされる企業）の規模に相当するとしている。雇用者数は約3万人。年間予算は約108億ドル(約1兆800億円)、世界中に80ヶ所の拠点がある（在日米軍三沢基地にも関連施設がある）。ウェブページにNSA職員募集告知があり、条件は合衆国市民で高レベルのセキュリティークリアランスを取得できる者。

## 施設等

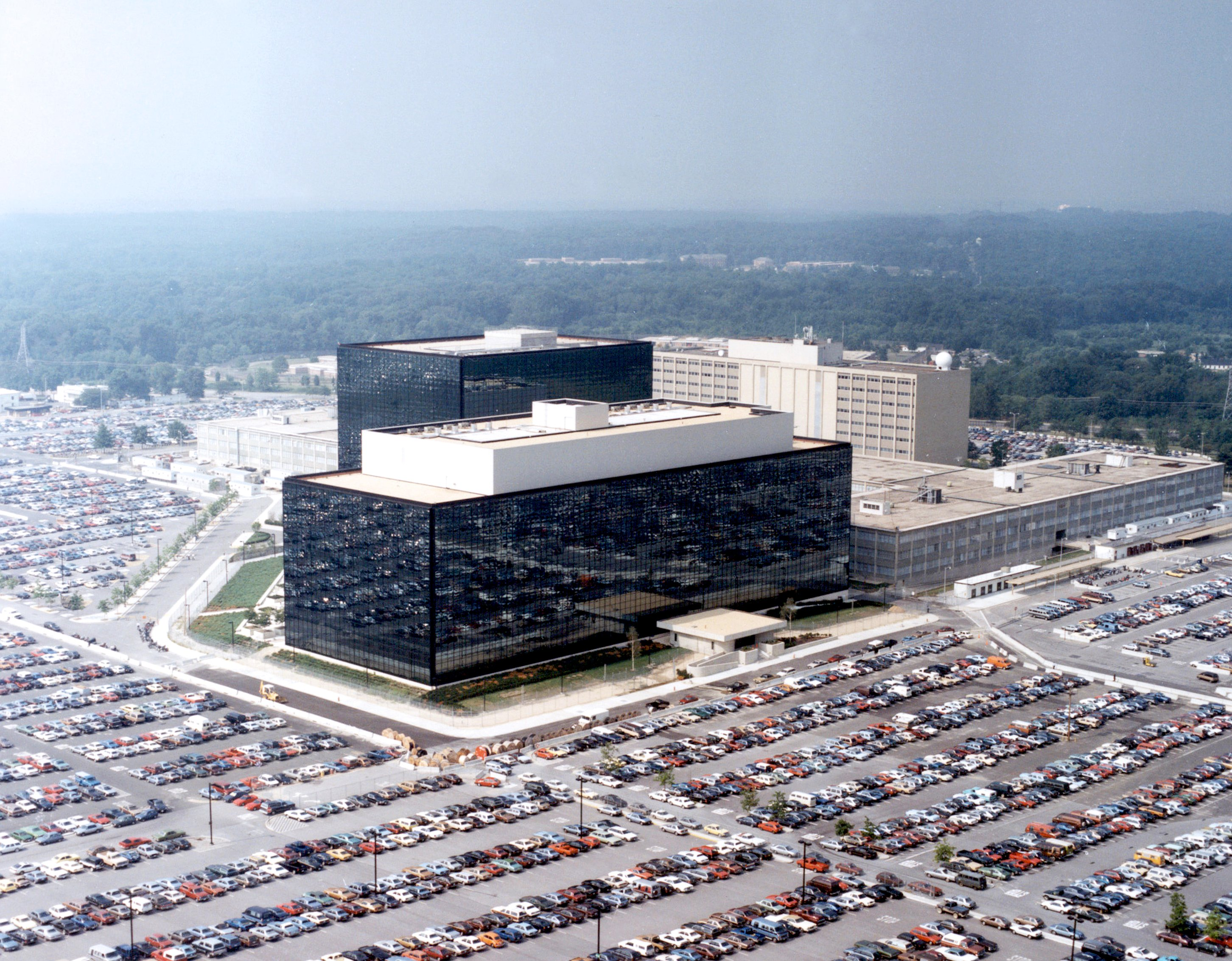
NSA本部

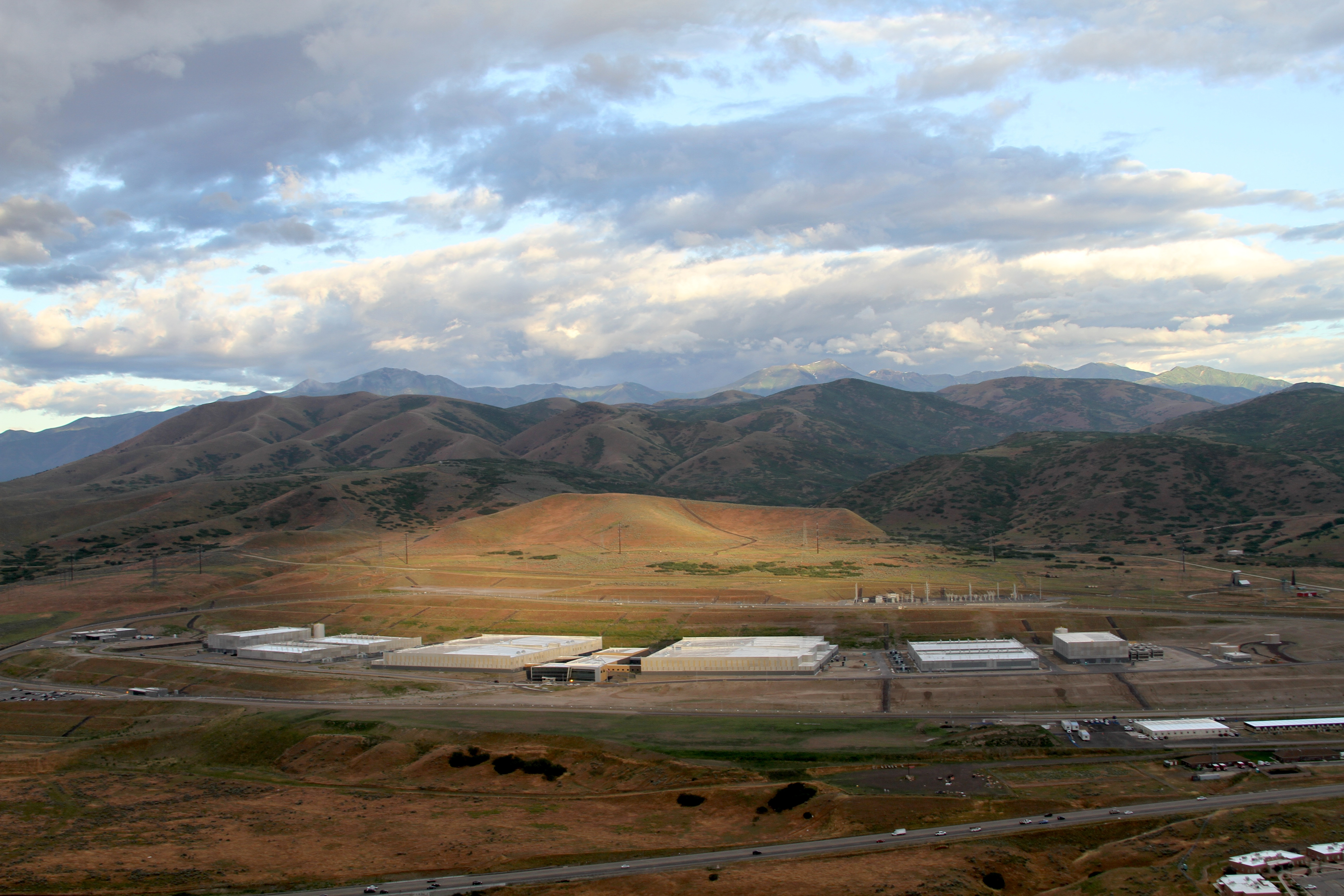
インテリジェンス・コミュニティー包括的国家サイバーセキュリティ・イニシアティブのユタ・データセンター（ユタ州キャンプ・ウィリアムズ内 ）

- 本部 - メリーランド州フォート・ジョージ・G・ミード陸軍基地内（AFNを管理する「国防メディア拠点」もここにある）
- 職員数 - 約30,000人（はっきりした数字は定まらない。）

## 任務
NSAの極めて重大な任務として、「核戦争に備えること」がある。具体的には、
大統領などの指示が核戦争中でも確実に伝わるように通信系統を維持する。例えば「核のフットボール」という大統領に常に同行する士官が持ち歩く「核戦争開始用暗号、通信機器」を作成・維持する。
潜在的敵国の動向を監視し、臨戦態勢、ミサイル発射などの重要事項を直ちに報告する。
非常用通信回線「ホットライン」を維持し、偶発的な戦争拡大を防止する。
その他、以下の任務がある。
- 通信情報（音声会話、コンピュータデータ、無線）
  - 受信・収集・監視（地上アンテナ、情報収集艦、電子戦機、人工衛星、インターネット、JADC2その他）
  - 分類・集積・配信（巨大データベース：エシュロン）
    - エシュロンの開発、運用、管理

  - 通信情報収集の資産の維持管理等（アンテナ、情報ネットワークの保守運用）
  - ファイブアイズに加盟する同盟諸国との秘密情報共有(英国政府通信本部など)
- 外国暗号
  - 解読・解析（通信量を計測する”トラフィック解析”、符号化と復号、特殊文字）
- 暗号技術
  - 開発
  - 規制と管理
  - RSA暗号や楕円曲線暗号,離散対数問題,素数など数学の研究
- 盗聴、データ通信監視
  - 政治家や企業幹部、経営者の通信内容傍受と分析
  - 電話やインターネット、軍事無線の監視
  - ファイル共有ソフト、P2P通信の監視
- 米国政府の秘密通信業務
  - 暗号化機器とシステムの開発と維持
  - 暗号認証提供
  - 基準作成
  - 国防情報局や国防情報システム局が所有するJWICS、C4Iシステムの構築と保守
- その他
  - 外国のレーダーサイト配置図などの作成
  - データ分析技術(構文解析や回帰分析、ナレッジグラフ、検索エンジン、画像処理、AI等)
  - 国際銀行間通信(SWIFT)やネット決済履歴の監視
- サイバーセキュリティ
  - インターネットにおける海底ケーブルの通信信号傍受
  - インターネットにおけるサイバー攻撃、防御技術の開発(サイバー軍の支援)
  - SNSを活用した情報工作の検知
- 科学技術、資源の監視
  - 学術論文データベース、特許情報、公文書データにアクセスし、敵対勢力や同盟国の技術動向を収集
  - エネルギー供給パイプライン、電力網、原子力施設の監視

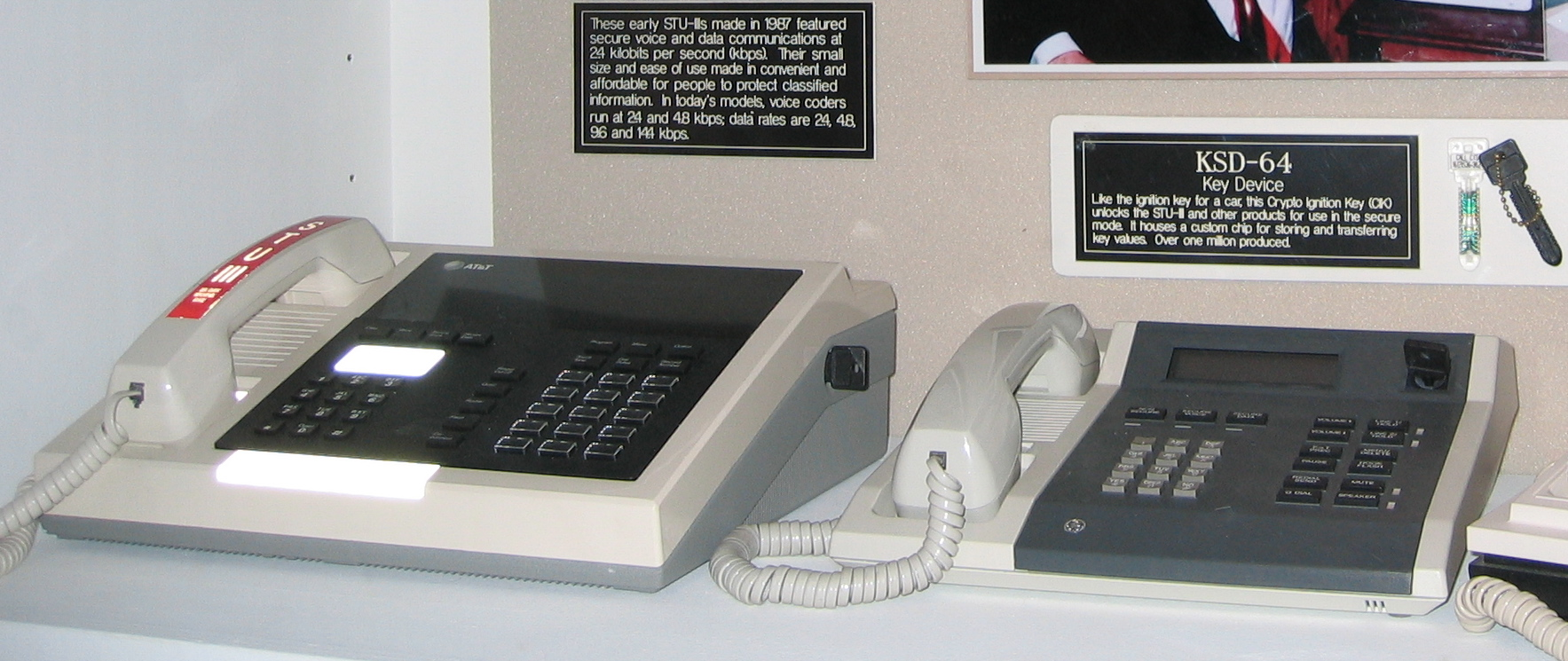
米国家暗号博物館に展示されている STU-III 暗号化電話

## 歴史
NSAの歴史は1917年にハーバート・オズボーン・ヤードリーの設立した暗号解読組織「ブラック・チェンバー」（MI-8）にさかのぼる。この組織は1929年ヘンリー・スティムソン国務長官に「紳士の仕事ではない」との理由で廃止された。

その後ウィリアム・F・フリードマンが、1930年、陸軍に信号情報部(Signal Intelligence Service, SIS)を設立し、ローレンス・サフォードが海軍にOP-20Gを設立した。この二つの組織が、太平洋戦争開戦時に大日本帝国の外交秘密「パープル暗号」を解読し、山本五十六搭乗機撃墜やミッドウェー海戦の勝利などに貢献する。
1949年5月20日に、統合参謀本部指揮下のアメリカ国防総省の部局として、軍保安局（AFSA、the Armed Forces Security Agency）が設立された。AFSAは三軍の通信電子情報部隊つまり陸軍保安局（ASA、改称されてSAA）・海軍保安群（NSG）・空軍保安部（AFSS）の通信諜報および電子諜報活動を指揮監督することになっていた。しかし、AFSAは能力不足であり、調整機能が不足していた。そこで1951年12月より国家安全保障会議の指示により検討が行われ、1952年6月（？）の国家安全保障会議情報活動指示によって、同年11月4日に設立された後、1999年までその存在は秘密にされていた。
NSAについての主な公文書の流れは以下の通り。
- 1947年12月12日：国家安全保障会議情報活動指示6号（NSCID 6,"Foreign Wireless and Radio Monitoring,"December 12, 1947.)
- 1950年3月13日：公法513（暗号の秘密を漏らしたものに、罰金または10年以下の懲役）が成立（Public Law 513,USC Title 18,Section 798)[注 10]。
- 1950年3月19日：国家安全保障会議情報活動指示9号（NSCID 9, "Communications Intelligence," March 10, 1950.）
- 1952年10月24日：ハリー・S・トルーマン大統領の覚書：公式に設立を指示（Memorandum from President Harry S. Truman to the Secretary of State, the Secretary of Defense, Subject: Communications Intelligence Activities, October 24, 1952.）
- 1952年10月29日：国家安全保障会議情報活動指示9号（全面改訂）（National Security Council Intelligence Directive No. 9, Communications Intelligence, December 29, 1952.）
- 1959年3月19日：国防省指示S-5100.20（Department of Defense Directive S-5100.20, "The National Security Agency," March  19, 1959）
- 1971年2月17日：国防省指示S-5100.20（改訂）（Department of Defense Directive S-5100.20, "The National Security Agency and the Central Security Service," December 23, 1971.）
- 1972年2月17日：国家安全保障会議情報活動指示6号（改訂）（NSCID 6, "Signals Intelligence," February 17, 1972）
- 1993年7月27日：合衆国信号情報指示18(United States Signals Intelligence Directive [USSID] 18, "Legal Compliance and Minimization Procedures," July 27, 1993.)

世界がNSAの存在について1999年まで知らなかったわけではない（以下は公刊情報）。
- 1954年10月、ジョセフ・ピーターソンはNSAの秘密書類を盗んで友人に提供した[注 11]ため逮捕され、記事が出ている。
- 1957年、アメリカ政府の公式政府組織案内書[10]に創設が明らかにされた[注 12]。
- 1960年9月に、NSA正規分析官バーノン・ミッチェルとウィリアム・マーティンがソ連に亡命し、記者会見でNSAの活動の詳細[注 13]を公表した。これについて上院の調査が入り、人事保全担当の高官が学歴詐称していることが明らかになった。
- 1963年、NSA下級職員（アラブ系）ビクター・ハミルトンがソ連に亡命し、NSAが国連や諸国の通信を傍受・解読を行っていることを記者会見で述べた。
- 1967年、デビッド・カーンは著書[11]でNSAの全体像を明らかにした[注 14]。
- 1968年1月、「プエブロ号事件」が起こり、NSAの存在が公表され、多くの資料が共産圏に渡った。
- 1969年「超スパイ機関[12]」。人員1万6千人、2000傍受基地[注 15]、3つの最高機密暗号解読通信の内容などを詳細に記述している。
- 1972年、トルコ中北部のカラムセル（シノップの近く）にあるNSA大規模傍受基地の監督官が、NSA勤務時代の回想録を発表する[13]。
- 1976年「陣容は16276人と発表された」と朝日新聞が記載[14]。
- 1986年「パズル・パレス―超スパイ機関NSAの全貌[15]1986年9月早川書房。内部情報が詰まっている。
- 1993年12月：NSA本部の隣に国立暗号博物館[16]が開設され、一般公開された。

しかし、冷戦終結で機密指定の解除が進んだ事と、NSAが米国政府による暗号化ソフトウェアの輸出規制などの問題に関わっている事から、一般の注目を集める機会が多くなって来ている。アメリカ同時多発テロ事件で拡大した。

## セキュリティ技術
暗号やセキュリティ技術に関して、NSAは世界最高の水準にあるが、その研究内容は秘密にされることが多い。しかし、NSAの技術のいくつかは広く一般に使われている。NSAが関わったクローズドソースつまりブラックボックスの一般向け暗号・セキュリティ技術については、バックドアの存在が疑われている。
NSAは暗号方式DESの策定に大きく関わっている。アメリカ国立標準技術研究所 (NIST) の前身、アメリカ国立標準局（NBS）が公募した標準暗号アルゴリズムに対し、IBMがLuciferという暗号方式を提出するが、ここでNSAは、鍵の長さを128ビットから56ビットに短縮し、S-BOXの内容を変更し、DESとして公式暗号となった。説明なしに行われたこの改造に対して、疑念の声が上がることになった。
実際は当時公知でなかった暗号解読法である差分解読法に対する耐性を持たせた。LuciferのSボックスはきわめて弱くすぐ破れた。改良のために当時最高のIBMコンピューターを数十時間使用した。56ビットに短縮したのはNSAが解読できるようにするためである。
次期標準暗号方式として公開で選定されたAESでは、技術コンサルタントとして関わっている。
NSAが中心となって、1990年代に個人のPC用のPGP暗号ソフトウェアとネットスケープのSSL暗号ルーチンに対して、暗号鍵に128ビットを使用したフル規格製品を海外輸出することを許さず、米国内向け製品として128ビット製品と海外輸出向け製品として40ビット製品を作らせた。これは、NSAが解読すべき暗号で長い鍵を使われた場合、NSAが保有するコンピュータの処理量が、あまりに膨大となるために行なわれた制限である。1996年には西側各国に対する制限が解かれたが、米国が危険視する特定国には引き続き輸出制限が残された。
高度な暗号化技術に対しては、ワッセナーアレンジメントによって、輸出制限が掛かっている国家がある。
連邦政府が米国市民のすべての暗号鍵を管理するという、「キーエスクロー」と「クリッパーチップ」構想では、米国内で大きな議論を呼んだが、結局中止となった。クリッパー・チップで使われていた暗号化アルゴリズム「スキップジャック」(Skip jack) の開発元もNSAである。
また、ハッシュアルゴリズムSecure Hash AlgorithmのうちSHA-0、SHA-1、SHA-2もNSAが開発している（SHA-3はアメリカ国立標準技術研究所 (NIST)による公募）。Security-Enhanced Linux (SELinux) というLinuxに対するセキュリティモジュールもNSAが中心となって開発された。
Microsoftは、Windows Vistaのセキュリティ機能の開発・検査に関して、NSAの関与を認めている。
2015年以降は、量子コンピューターによる暗号解読に対処するため、NISTと共同で量子耐性暗号の開発に着手している。
NSAはMicrosoftが提供するAzureや、Palantirのデータマイニング技術を業務に使用していると一部メディアで報じられる。

## 盗聴
ニクソン大統領の辞任後、CIAとNSAによって行なわれた電話盗聴に関する不適切な使用が調査された。これがきっかけで、1978年には安易な盗聴を禁止する法律が作られた。しかしその最中にも、マーチン・ルーサー・キング・ジュニアやモハメド・アリがベトナム反戦運動に参加しているとして引き続き行なわれた（ミナレット作戦）。
2005年12月、ニューヨーク・タイムズ紙は、ホワイトハウスの圧力とブッシュ大統領の指示のもとで、国内から海外への電話による通話を裁判所の同意なしで幾人かを対象に盗聴したと報じた。また、ブッシュ政権による国連への盗聴行為も問題となった。
2008年7月9日、外国情報活動監視法 （FISA）改正案が上院で可決、7月10日ブッシュ大統領の署名により成立した。同改正案は裁判所の令状無しで海外の電話・電子メールなどの盗聴を合法化するもので、さらに情報提供に協力する通信会社の免責事項を、法成立前に遡って有効にする条文も盛り込んだ。議会は野党・民主党が多数を握っているが、民主党からもオバマなどが賛成に回ったために成立した。
NSAは電話や電子メールやインターネットなどの通信網の盗聴（通信傍受）および収集した情報のパターン分析や暗号解読および政府の通信の暗号化などを主な任務とする。そのために現在、20億ドルの予算をかけてユタ州ブラフデールに、スーパーコンピューターを備えた、敷地10万平方メートルの巨大情報監視センター兼インターネットデータセンターを建設中とされる（電圧異常により開所が遅れ、2014年に稼動予定）。
2013年6月には、ベライゾン・ワイヤレスに対して、数百万人分の通話履歴（発信元、通話先、通話時間、発信者の位置）4月末から3か月分を、毎日まとめて提出するよう「外国情報活動監視裁判所」（FISC）からの機密令状により命じていた事がガーディアンによって暴露された。更には、グーグル、フェイスブック、マイクロソフト、Appleなどインターネット関連企業大手9社のサーバに直接アクセスし、電子メール、インスタントメッセージ、接続記録、動画閲覧記録などを含むユーザーデータを「PRISM」を使用し収集、分析していたことがガーディアンおよびワシントン・ポストによって報じられた。
ガーディアンとワシントン・ポストによれば、情報提供者は元CIAスタッフのエドワード・スノーデンで、スノーデンは「真の自由と民主主義の為に公表した」と述べた。スノーデンに協力したのは、ジャーナリストのグレン・グリーンウォルドだった。（関与が指摘された企業は、NSAによる自社サーバーへの直接のアクセスやユーザーデータの収集を否定した）スノーデンはまた、中国からアメリカに向けて行われていたのと同様に、アメリカから中国に向けてもサイバー攻撃が行われている事、NSAの活動は安全保障目的のみならず、国益のために外国首脳の携帯電話の盗聴や産業スパイ分野でも行われている事を明らかにした。
なお、オランダでの盗聴件数180万件に対しては、当初、オランダ政府はアメリカ国家安全保障局の行為と発表していたが、実際にはオランダの諜報機関が行ったものであることが判明しており、オランダ内ではスキャンダルとなっている。2015年2月19日、グレン・グリーンウォルドのザ・インターセプトは、無線通信事業者に暗号化技術を提供しているオランダのジェムアルトのシステムに英米両国の情報機関（アメリカCIAとイギリスGCHQと見られる）が不正侵入したと報じた。
連邦情報局（BND）がアメリカ同時多発テロ事件直後の2002年から米国家安全保障局に協力し、欧州の政治家や企業などを対象に情報収集を行ってきた疑惑が2015年5月までに浮上した。こういった米国家安全保障局がドイツで行った活動に対しては当然に捜査が及び、ウィキリークスが、現在も調査中のドイツ連邦議会の査察団から10ヶ月分(May 2014 through to February 2015)の会議録を入手し、5月12日に公開した。多くの会議は法手続き上こそ公開されているが、ふたを開けると一般人はこの問題をよく理解できない状態に甘んじている。メモは制限され、記録媒体は禁止、記者団には警察が割り込んで厳重な監視体制である。
ビルダーバーグ会議の発言内容傍受阻止に、NSAが関与している。

## フィクション
- 小説
  - トム・クランシー（井坂清訳）『レッド・オクトーバーを追え』文藝春秋 文春文庫（1985年）
  - ダン・ブラウン『Digital Fortress』（1998年） - 『パズル・パレス』（越前敏弥、熊谷千寿訳）角川書店（2006年）
  - ネオ・ゼロ（著者：鳴海章）
  - スーパー・ゼロ（著者：鳴海章）
- 映画
  - スノーデン
  - スニーカーズ Sneakers（1992年） - 監督：フィル・アルデン・ロビンソン　出演：ロバート・レッドフォード他
  - トゥルーライズ True Lies（1994年） - 監督：ジェームズ・キャメロン　出演：アーノルド・シュワルツェネッガー他
  - グッド・ウィル・ハンティング/旅立ち Good Will Hunting（1997年） - 監督：ガス・ヴァン・サント　出演：マット・デイモン、ロビン・ウィリアムズ他
  - マーキュリー・ライジング Mercury Rising（1998年） - 監督：ハロルド・ベッカー　出演：ブルース・ウィリス、アレック・ボールドウィン他
  - エネミー・オブ・アメリカ Enemy of the State（1998年） - 監督：トニー・スコット　出演：ウィル・スミス、ジーン・ハックマン他
  - 007 ダイ・アナザー・デイ Die Another Day（2002年） - 監督：リー・タマホリ　出演：ピアース・ブロスナン、ハル・ベリー他
  - トリプルX xXx（2002年） - 監督：ロブ・コーエン　出演：ヴィン・ディーゼル、サミュエル・L・ジャクソン

- ドラマ
  - 24 -TWENTY FOUR-（2001年-2014年）
  - バーン・ノーティス 元スパイの逆襲（2007年-2013年）
- ゲーム
  - スプリンターセルシリーズ Tom Clancy's Splinter Cell - ユービーアイソフト　監修：トム・クランシー
- 漫画
  - ゴルゴ13

## 関連事件
- リバティー号事件
- プエブロ号事件
- アメリカ海軍EC-121機撃墜事件
- アイヴィー・ベル作戦
- ICREACH（英語版） - 911事件後に製造されたSNSやメールなどを監視検索するエンジン。元NSA職員のエドワード・スノーデンが漏洩した文書から存在が明らかになった。

### 利用・開発したプログラムやプロジェクト
- MAINWAY（英語版） - 電話情報からメタデータを収集プログラム
- PRISM - インターネット情報収集プログラム
- EternalBlue（英語版） - アメリカ国家安全保障局が開発した脆弱性を狙うエクスプロイトソフト。流出したことで、WannaCryなどのランサムウェアに利用された。
- Tempora（英語版） - 光ファイバケーブルの接続部やデータセンター、回線業者からデータ内容を盗聴する作戦およびそのプログラム。イギリスのGCHQとの共同作戦だとされていた。